# Medicosma diversifolia
Medicosma diversifolia är en vinruteväxtart som beskrevs av Thomas Gordon Hartley. Medicosma diversifolia ingår i släktet Medicosma och familjen vinruteväxter. Inga underarter finns listade i Catalogue of Life.